# Уржумцев, Юрий Степанович
Юрий Степанович Уржумцев (29 апреля 1929, Челябинск — 30 декабря 2002, Москва) — советский и российский учёный-механик, специалист в области физики и механики полимеров, член-корреспондент РАН, председатель президиума Якутского научного центра СО РАН (1997—2002).
Внёс большой вклад в исследование работоспособности техники, металлических и полимерных конструкций в экстремальных северных условиях. Разработал и внедрил в практику методы повышения надёжности техники, используемой в условиях Севера.

## Биография
Родился 29 апреля 1929 года в Челябинске.
Окончил Латвийский государственный университет (1951), получив специальность инженера-строителя. С 1952 года начал работать в должности старшего мастера треста «Ясиновстрой». В том же году был призван в вооружённые силы, служил начальником строительной площадки Забайкальского и Прибалтийского военных округов, служба продолжилась до 1957 года.
Уволившись из армии, Ю. С. Уржумцев в том же году поступил в Институт строительства и архитектуры АН Латвийской ССР на должность младшего научного сотрудника и приступил к обучению в заочной аспирантуре при Институте. В 1961 году защитил диссертацию на соискание учёной степени кандидат технических наук.
В 1963 году занял должность заместителя директора по научной работе Института механики полимеров АН Латвийской ССР, в создании которого принимал деятельное участие, помогая возглавившему Институт А. К. Малмейстеру. Выступил одним из организаторов специального конструкторского бюро научного приборостроения при Институте.
В 1970 году защитил диссертацию на соискание учёной степени доктор технических наук, в 1972 году был утверждён в учёном звании профессор. Продолжая научную деятельность по основному месту работы, как совместитель стал сотрудничать на кафедре строительства, строительных и химических материалов в Межотраслевом институте повышения квалификации специалистов народного хозяйства. В 1973 году был избран членом-корреспондентом АН Латвийской ССР.
В 1979 году был переведён в Якутский научный центр СО АН СССР и назначен директором Института физико-технических проблем Севера (ИФТПС), один из создателей материально-производственной базы ИФТПС. Возглавлял кафедру физики твёрдого тела Якутского государственного университета имени М. К. Аммосова. В 1981 году избран членом-корреспондентом АН СССР, а в 1983 году — членом Национального комитета СССР по теоретической и прикладной механике, в 1985—1995 годах входил в Президиум Комитета.
В 1986 году возвратился в Ригу, выступил организатором и возглавил инженерно-технологический центр АН Латвийской ССР, занял пост заместителя академика-секретаря Отделения физико-технических наук АН Латвийской ССР.
После выхода Латвийской ССР из состава СССР в 1991 году уехал в Якутск, главный научный сотрудник ИФТПС.
В ноябре 1997 года возглавил президиум Якутского научного центра СО РАН, один из кураторов и соисполнителей Федеральной программы «Техника Российского Севера». В 1993 году избран академиком АН Республика Саха (Якутия). В 1998 году избран иностранным членом Латвийской АН. В 2002 году оставил руководящие посты по состоянию здоровья, главный научный сотрудник ИФТПС и советник РАН.
Кавалер орден Трудового Красного Знамени. Лауреат премии имени Ф. Цандера АН Латвийской ССР (1976).
Автор и соавтор более 150 публикаций, в том числе шесть монографий, два изобретения. Сотрудничал в редколлегии журнала «Механика композитов».
Ушёл из жизни 30 декабря 2002 года в Москве, после тяжёлой продолжительной болезни. Похоронен в Москве на Троекуровском кладбище (уч. 5).

## Научные интересы
Вёл исследования в области механики полимеров и композиционных материалов, теории и испытания сооружений, эксплуатируемых в условиях экстремальных температур. Предложил принципы оптимального проектирования многослойных защитных конструкций из дискретного набора материалов различного назначения — фундаменты, термоустойчивые и теплозащитные ограждения, интерференционные покрытия для оптических систем, гасители колебаний, акустические фильтры.

## Награды, премии, почётные звания
- Орден Трудового Красного Знамени (1971).
- Заслуженный деятель науки Якутской АССР.
- Почётный доктор ИММС НАН Беларуси (2000)[5]

## Сочинения
- Уржумцев Ю. С., Максимов Р. Д. Прогностика деформативности полимерных материалов. — Рига: АН ЛатвССР, Ин-т механики полимеров, 1975. — 416 с.
- Прогнозирование длительного сопротивления полимерных материалов. — М.: Наука, 1982. — 222 с.
- Уржумцев Ю. С., Майборода В. П. Технические средства и методы определения прочностных характеристик конструкций из полимеров. — М.: Машиностроение, 1984. — 169 с.